# Leif Pagrotsky
Leif Pagrotskys (ur. 20 października 1951 w Göteborgu) – szwedzki polityk i ekonomista, działacz Szwedzkiej Socjaldemokratycznej Partii Robotniczej, poseł do Riksdagu, w latach 1996–2006 członek rządu Görana Perssona.

## Życiorys
Uzyskał magisterium z ekonomii na Uniwersytecie w Göteborgu. Pracował w Szwedzkim Banku Narodowym, jako dyrektor departamentu w Ministerstwie Finansów, a także w Organizacji Współpracy Gospodarczej i Rozwoju. Był również doradcą ekonomicznym premiera, a od powrotu socjaldemokratów w 1994 do władzy sekretarzem stanu w resorcie finansów.
Od 1996 do 2006 wchodził w skład gabinetu Görana Perssona. Był wśród trzech osób (poza premierem), które zasiadały w tym rządzie przez cały dziesięcioletni okres jego funkcjonowania. Do 1997 był ministrem w Biurze Premiera, następnie do 2002 ministrem bez teki w resorcie spraw zagranicznych. W 2002 stanął na czele ministerstwa przemysłu. W 2004 objął kierownictwo resortu kultury, a także resortu edukacji (do którego dołączono wkrótce departament kultury). Ministerstwem tym kierował do 2006.
W 2002 wybrany po raz pierwszy na posła do Riksdagu. Reelekcję uzyskiwał w 2006 i 2010, będąc członkiem szwedzkiego parlamentu do 2012. W 2010, w trakcie kryzysu gospodarczego, został doradcą greckiego rządu. W 2015 nominowany na konsula generalnego Szwecji w Nowym Jorku.